# X Factor Málta (Második évad)
Az 2019/2020-as X Factor Malta egy máltai tehetségkutató verseny volt, melynek keretén belül a zsűri és a közönség kiválasztotta, hogy ki képviselje Máltát a 2020-as Eurovíziós Dalfesztiválon.

## A zsűri és a műsorvezető(k)
Ebben az évadban sem a mentorok, sem a műsorvezető nem változott a tavalyi versenyhez képest. Ezúttal is Alexandra Alden, Howard Keith Debono, Ira Losco és Ray Mercieca értékelik a produkciókat. Közülük Ira 2002-ben és 2016-ban képviselte a szigetországot az Eurovíziós Dalfesztiválon.
A műsor házigazdájának szerepét Ben Camille tölti be, aki 2016-ban a Junior Eurovíziós Dalfesztivált vezette Valerie Vella oldalán.

## Helyszín
A verseny válogatóinak első felét 2019. június 24. és június 27. között forgatták az Esplora nevű helyszínen Villa Bighiben. A válogató második szakaszának Gozo szigetén, San Lawrenzben forgatták a Kempinski Hotelben 2019. július 4-én.
A tábor 2019. július 26-án vette kezdetét és egészen július 28-ig tartott. A tábor helyszínéül a San Ġiljanban lévő Hilton Malta Hotel szolgált.
A székes feladat volt az első olyan közvetítés, amelyre a közönség jegyeket tudott váltani. Ezt a fordulót Attard városában forgatták, a Malta Fairs & Conventions Centreben 2019. szeptember 20 és szeptember 21 között.
Az élő adásoknak a tavalyi évhez hasonlóan ebben az évadban is a Malta Fairs & Conventions Centreben rendezik meg, amely Attard városában található.
| Málta Villa Bighi San Lawrenz San Ġiljan Attard |

| Fordulók       | Dátum                         | Helyszín    |
| -------------- | ----------------------------- | ----------- |
| Válogató       | 2019. június 24 – 27          | Villa Bighi |
| Válogató       | 2019. július 4.               | San Lawrenz |
| Tábor          | 2019. július 26 – 28          | San Ġiljan  |
| Székes Feladat | 2019. szeptember 20 – 21      | Attard      |
| Mentorház      | N/A                           | N/A         |
| Élő adások     | 2020. január 12. - február 8. | Attard      |

## Mentorok háza
A mentorok házát 2019. december 22-én és 29-én tűzték képernyőre. Ezúttal is minden kategória mentorának volt egy segítője, akik véleményük által befolyásolhatták a mentorok döntését. Minden kategóriában összesen hat előadó versenyzett, de közülük csak három jutott tovább az élő adásokba.
| Kategória       | Mentor              | Segítő             | Versenyzők                                                                           |
| --------------- | ------------------- | ------------------ | ------------------------------------------------------------------------------------ |
| Fiúk            | Ray Mercieca        | Amelia Lily        | Dav. Jr, Giovanni, Jurgen Volkov, Karl Schembri, Kyle Cutajar, Matt Blxck            |
| Lányok          | Ira Losco           | Louisa Johnson     | Destiny Chukunyere, Gail Attard, Jasmine, Justine Shorfid, Karin Duff, Marija Bellia |
| 25 év felettiek | Alexandra Alden     | The New Victorians | Edward Abdilla, Chantal Catania, Celine Agius, Kersten Graham, Paul Cuschieri, Jozi  |
| Csapatok        | Howard Keith Debono | Lil' Eddie         | Bloodline, Chord, F.A.I.T.H, Reign, Sweet Chaos, Yazmin & James                      |

## Élő adások

### Döntősök
| Kategória       | Mentor              | Versenyzők    | Versenyzők         | Versenyzők      |
| --------------- | ------------------- | ------------- | ------------------ | --------------- |
| Fiúk            | Ray Mercieca        | Kyle Cutajar  | Dav. Jr            | Karl Schembri   |
| Lányok          | Ira Losco           | Jasmine Abela | Destiny Chukunyere | Justine Shorfid |
| 25 év felettiek | Alexandra Alden     | Ed Abdilla    | Celine Agius       | Paul Anthony    |
| Csapatok        | Howard Keith Debono | Bloodline     | F.A.I.T.H          | Yazmin & James  |